# Wiktor Walczak
Wiktor Walczuk (ur. 10 czerwca 1982) – polski lekkoatleta, sprinter.
Brązowy medalista mistrzostw Polski seniorów w sztafecie 4 × 100 metrów (2013). Złoty medalista młodzieżowych mistrzostw Polski.

## Rekordy życiowe
- Bieg na 100 metrów – 10,54 (2006)